# Leopold Alexander von Wartensleben (1745–1822)

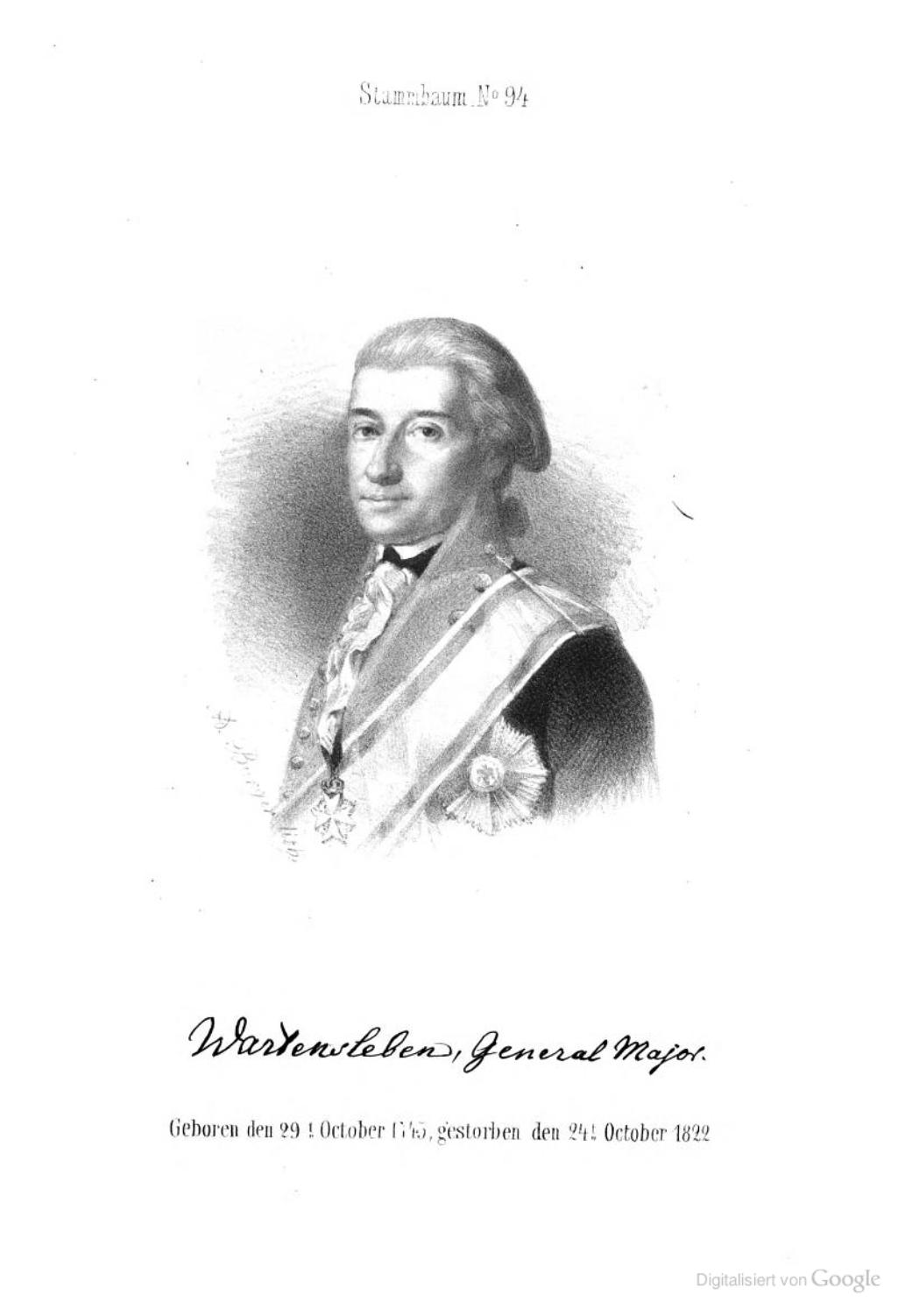
Leopold Alexander von Wartensleben (1745–1822)

Leopold Alexander von Wartensleben (* 29. Oktober 1745 in Berlin; † 24. Oktober 1822 in Breslau) war ein preußischer Generalleutnant, Chef des Infanterieregiments Nr. 59 und Gouverneur von Erfurt.

## Leben
Seine Eltern waren der preußische Generalleutnant Leopold Alexander von Wartensleben und dessen Ehefrau Anne Friederike geb. von Kameke († 22. Oktober 1788).

### Militärkarriere
Wartensleben wurde am 17. November 1758 als Gefreiterkorporal im Infanterieregiment „Markgraf Carl“ der Preußischen Armee angestellt. Als Fähnrich und Adjutant von Karl von Brandenburg-Schwedt nahm er 1761/62 an den letzten Kämpfen des Siebenjährigen Krieges teil. Er stieg am 25. November 1762 mit Patent vom 22. Februar 1762 zum Sekondeleutnant im I. Bataillon Garde auf und gehörte nach dem Kriege zum Freundeskreis des späteren Königs Friedrich Wilhelm II. Am 1. Oktober 1764 wurde er zum Ritter des Johanniterordens geschlagen. König Friedrich II. war mit der Entwicklung des Grafen jedoch nicht zufrieden und schickte ihn am 3. August 1769 als Premierleutnant in sein altes Regiment nach Preußen. Am 3. April 1773 ernannte er ihn zum Kapitän und Kompaniechef bei dem in Marienburg stehenden neuerrichteten Infanterieregiment „von Krockow“. Mit diesem machte Wartensleben den Bayrischen Erbfolgekrieg mit und erhielt am 1. Dezember 1779 die Beförderung zum Major.
Nach der Thronbesteigung durch Friedrich Wilhelm II. erhielt er das Kommando über das Infanterieregiment „von Raumer“ sowie die Amtshauptmannschaft Ziesar. Am 30. Juni 1788 wurde er Oberstleutnant und am 15. September 1790 Oberst. Am 15. September 1790 wechselte er in das Infanterieregiment „Prinz Heinrich“ nach Spandau.
Als der Erste Koalitionskrieg gegen das revolutionäre Frankreich begann, rückte auch er mit dem Regiment ein. Er führte einen Angriff des Regiments in der Nacht vom 16. auf den 17. November 1793 gegen die Bergfestung Bitsch. Dieser schlug zwar fehl, aber dennoch erhielt er für den bewiesenen Mut den Orden Pour le Mérite. Von seinem Regimentschef erhielt er für die gute Haltung und die Leistungen der Truppe sowie seinen persönlichen Einsatz zudem ein Jahrespension von 450 Talern.
Wartensleben war dann zunächst mit der Sicherung der Demarkationslinie in Westfalen beauftragt, doch schon am 19. Mai 1794 erhielt er das Kommando über das Infanterieregiment „Graf Anhalt“ in Liegnitz. Nach dem Friedensschluss erhielt er am 14. Januar 1795 die Beförderung zum Generalmajor sowie eine eigene Grenadierbrigade. Friedrich Wilhelm II. verlieh ihm den Roten Adlerorden.
1802 wollte Wartensleben seinen Abschied nehmen und sich auf seine Güter zurückziehen, aber das wurde ihm aber nicht erlaubt. Stattdessen wurde er am 10. Februar 1803 nach Erfurt versetzt, das am 21. August 1802 an Preußen gefallen war, und wurde Chef des neuerrichteten Infanterieregiments Nr. 59. Hier war er auch Mitglied der Freimaurerloge „Carl zu den drei Adlern“ und von 1803 bis 1806 deren Meister vom Stuhl. Im Krieg gegen Frankreich unter Napoleon wurde sein Regiment der Armee des Herzogs von Braunschweig zugeordnet, und am 14. Oktober 1806 erhielt Wartensleben das Kommando der Division im Zentrum der Schlacht bei Jena und Auerstedt. Die Schlacht ging katastrophal verloren, Wartensleben wurde verletzt und sein Pferd erschossen.
Er zog sich mit den Resten der demoralisierten Truppe nach Magdeburg zurück. Als der Oberbefehlshaber die Stadt verließ, musste er als ältester Offizier mit dem Gouverneur von Kleist zurückbleiben. Beide standen zueinander in einem sehr gespannten Verhältnis, und Kleist verbot, die Festung in den Verteidigungszustand zu bringen. Auf einer Besprechung verkündete der Gouverneur, er wolle die Festung übergeben, und keiner der versammelten Generäle widersprach, denn die Festungswerke waren seit Jahrzehnten nicht mehr in Stand gesetzt worden. So kapitulierte Magdeburg am 7. November 1806 mit vollen Magazinen vor der französischen Armee unter Marschall Michel Ney. Wartensleben wurde nicht interniert, da er versprach, bis zu seiner Entlassung nicht gegen Frankreich zu kämpfen. So blieb er bis zum Friedensschluss auf seiner Herrschaft Schurgast bei Brieg.
Die Kapitulation der preußischen Festungen vor den Franzosen sollte aber weitere Folgen haben: Das Kabinett des Königs beschloss am 16. September 1808 ein Kriegsgerichtsverfahren. So wurde auch Wartensleben am 19. Januar 1809 verhaftet. Er wurde durch General Julius von Grawert verhört und am 25. September 1809 in Königsberg von einem Kriegsgericht unter General Christian Ludwig von Winning verurteilt – mit Rücksicht auf sein bisheriges Verhalten als Soldat allerdings nur zu lebenslangem Arrest. Der Spruch wurde vom König bestätigt und beinhaltete auch die Aberkennung seines Ranges, aller Orden und Ehrenzeichen sowie lebenslangen Arrest in Fort Preußen bei Neisse. Die erste Hafterleichterung erfolgte am 6. Januar 1810, als er die Genehmigung bekam, statt in der Festung in der Stadt zu bleiben. Mit dem Ende Napoleons kam am 30. Mai 1814 auch eine Amnestie. Am 15. Juni wurde Wartensleben entlassen, aber er war finanziell ruiniert: Seine Güter, die 1806 einen Wert von 290.000 Talern hatten, waren verkauft als Wiedergutmachung für den Schaden durch die Kapitulation. Ihm blieb nur die Pension von 450 Talern, von der er bis zu seinem Tod am 22. Oktober 1822 in Breslau leben musste.

### Familie
Wartensleben verheiratete sich am 29. Oktober 1771 in Danzig mit Karoline Luise Dorothea von der Recke (* 8. August 1753 in Preußisch Holland; † 3. April 1825 in Breslau). Sie war die Tochter des Oberstleutnants Jakob von der Recke (1721–1758) und der Louise Gottliebe von Kalnein (* 17. Juli 1739; † 14. Januar 1806). Aus der Ehe gingen folgende Kinder hervor:
- Karoline Wilhelmine Henriette (* 8. August 1772 in Königsberg; † 19. Juli 1849) ⚭ Oberst Ernst Dietrich von Thadden (* 1745; † 16. September 1799)
- Gustav Hermann August (1774–1834), preußischer Generalmajor, Domherr von St. Peter und Paul (Brandenburg an der Havel)

⚭I 24. Mai 1797 in Potsdam Charlotte Wilhelmine Friederike von Pinto (* 15. Juli 1776 in Potsdam; † 26. August 1839 in Wolde). Nachdem die Ehe am 6. Dezember 1803 geschieden worden war, heiratete sie den General Eugen Maximilian von Roeder.
⚭II 24. September 1804 in Gotha Philippine Wilhelmine Freiin Teutscher von Lisfeld (* 1771; † 22. Januar 1849 in Strehlen)
- Anna Albertine Cäcilie (* 13. Mai 1777 in Marienburg; † 5. März 1813) ⚭ Graf Karl Alexander Nikolaus von Vitzthum von Eckstedt (* 3. Juli 1767; † 12. Oktober 1834)[2]
- Leopold Ludwig Ferdinand (* 26. Mai 1778 in Marienburg; † 15. Dezember 1840), preußischer Oberst a. D.

⚭I 1808 von Stöffel († 1824)
⚭II 1828 Gräfin Bacziska verwitwete Gräfin Seherr-Thoß
- Konstantin Moritz Gneomar (* 14. März 1780 in Marienburg; † 23. Mai 1851 in Josephstadt), bis 1803 in preußischen, ab 1808 in österreichischen Diensten, zuletzt k.u.k. Kämmerer ⚭ 1801 (geschieden 1809) Luise von Reichenbach-Goschütz (* 11. April 1780; † 17. November 1856)
- Isabella Amalie Margarethe Luise (* 2. Oktober 1781)
- Luise Isabella (* 8. Oktober 1782; † 12. Dezember 1830)
- Cäsar Scipio Alexander (* 8. April 1785 in Marienburg; † 29. Dezember 1851), preußischer Oberstleutnant und Ritter des Johanniterordens

⚭I 20. Juni 1808 Friederike von Gfug (* 3. März 1789; † 9. Februar 1831)
⚭II Adolfine Pauline Antonie von Reppert (* 2. August 1808; † 15. Juni 1887)